# Freie Strasse (Basel)

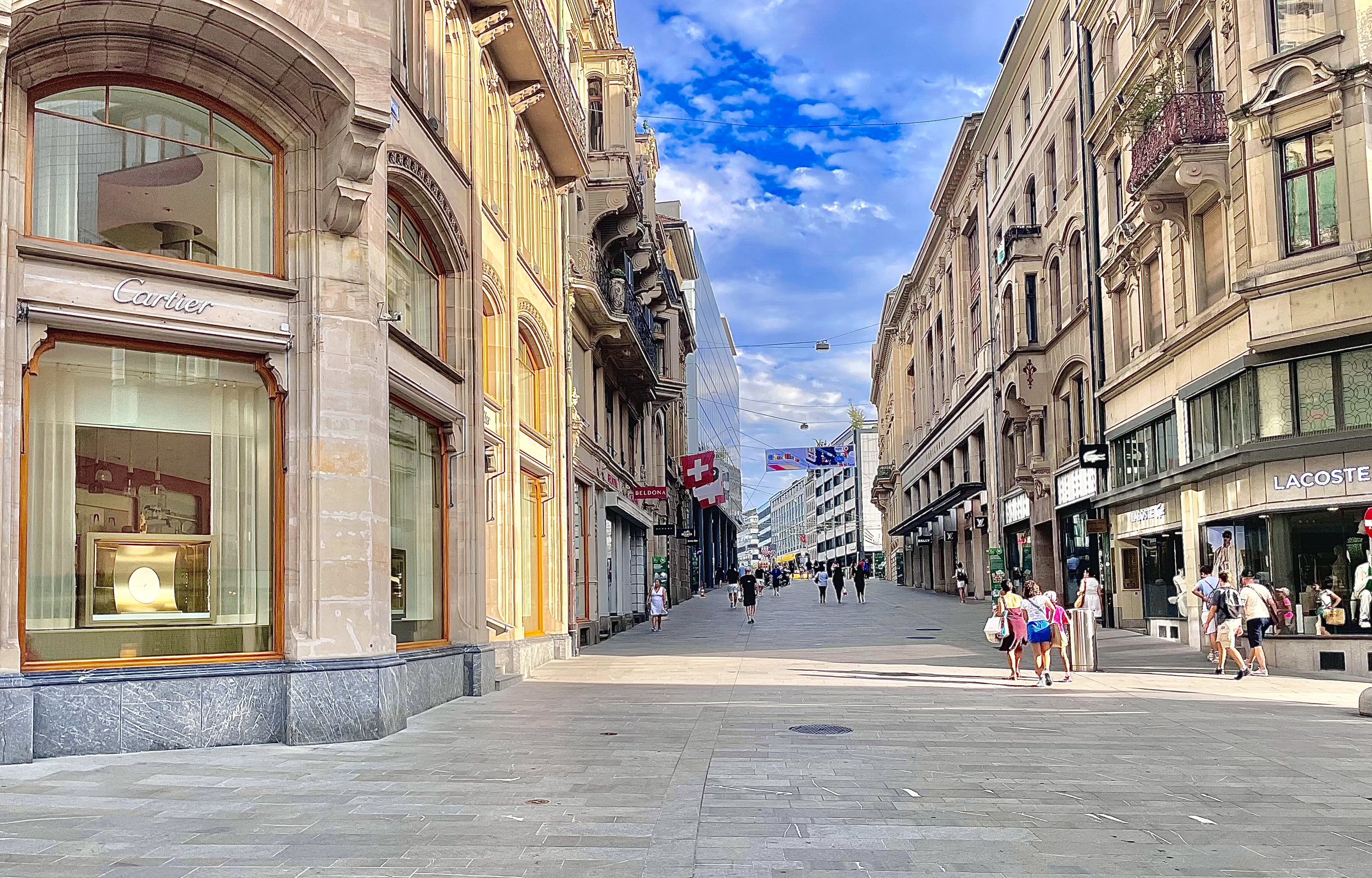
Freie Strasse, Basel (Schweiz)

Die Freie Strasse ist die älteste Einkaufsstrasse der Schweizer Stadt Basel. Sie wurde bereits zur Zeit der römischen Ansiedlung in Augusta Raurica im 1. Jahrhundert v. Chr. als Transport- und Handelsweg in Richtung Westen genutzt und zählt heute zu den wichtigsten Einkaufsstrassen der Stadt.
Die Strasse ist in ihrer allgemeinen Bedeutung für die Stadt in anderen Schweizer Städten beispielsweise mit der Bahnhofstrasse in Zürich, mit der Rue du Rhône in Genf oder mit der Kramgasse in Bern vergleichbar.

## Verlauf
Die Freie Strasse liegt im Zentrum der Stadt Basel. Sie führt direkt vom Tramknotenpunkt «Bankverein» (nach dem ehemaligen Hauptsitz des Schweizerischen Bankvereins benannt) bis zum Marktplatz und dem Basler Rathaus. Die Strasse verläuft parallel zum Birsig sowie zum Münsterplatz und ist durch den «Münsterberg» mit diesem in nördlicher Richtung direkt verbunden, während in südlicher Richtung mit der «Streitgasse» sowie der «Kaufhausgasse» zwei Verbindungen zum Barfüsserplatz bestehen.

## Name
Urkundlich gesichert ist der Strassennamen zum ersten Mal auf das Jahr 1241 unter der Nennung «libera strata» zurückzuführen, während die amtliche Benennung erst im Jahr 1861 erfolgte. Die Freie Strasse ist zudem die erste als «Strasse» bezeichnete Verbindung in der Basler Altstadt, während traditionellerweise die Verwendung «Gasse» oder «Berg» in diesem Teil der Stadt vorherrschte. Der Name lässt sich eventuell so erklären, dass auf der Strasse vonseiten des Basler Bischofs keine Wegzölle erhoben werden durften, womit wiederum die wirtschaftliche Entwicklung, die schon zu römischer Zeit prägend war, kontinuierlich wuchs.

## Geschichte

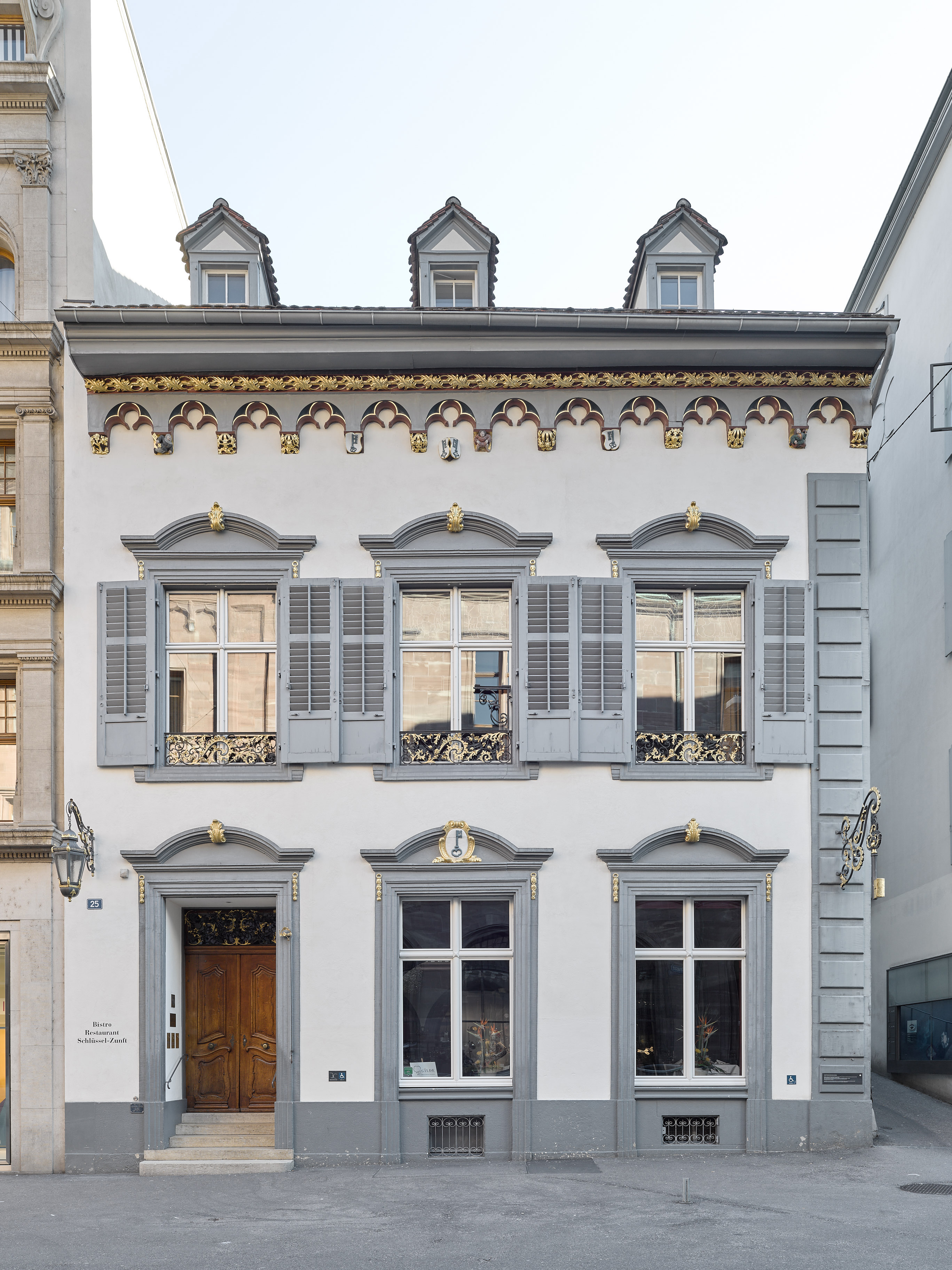
«Haus zum Schlüssel» (1488), seit dem 15. Jahrhundert Sitz der Zunft zum Schlüssel

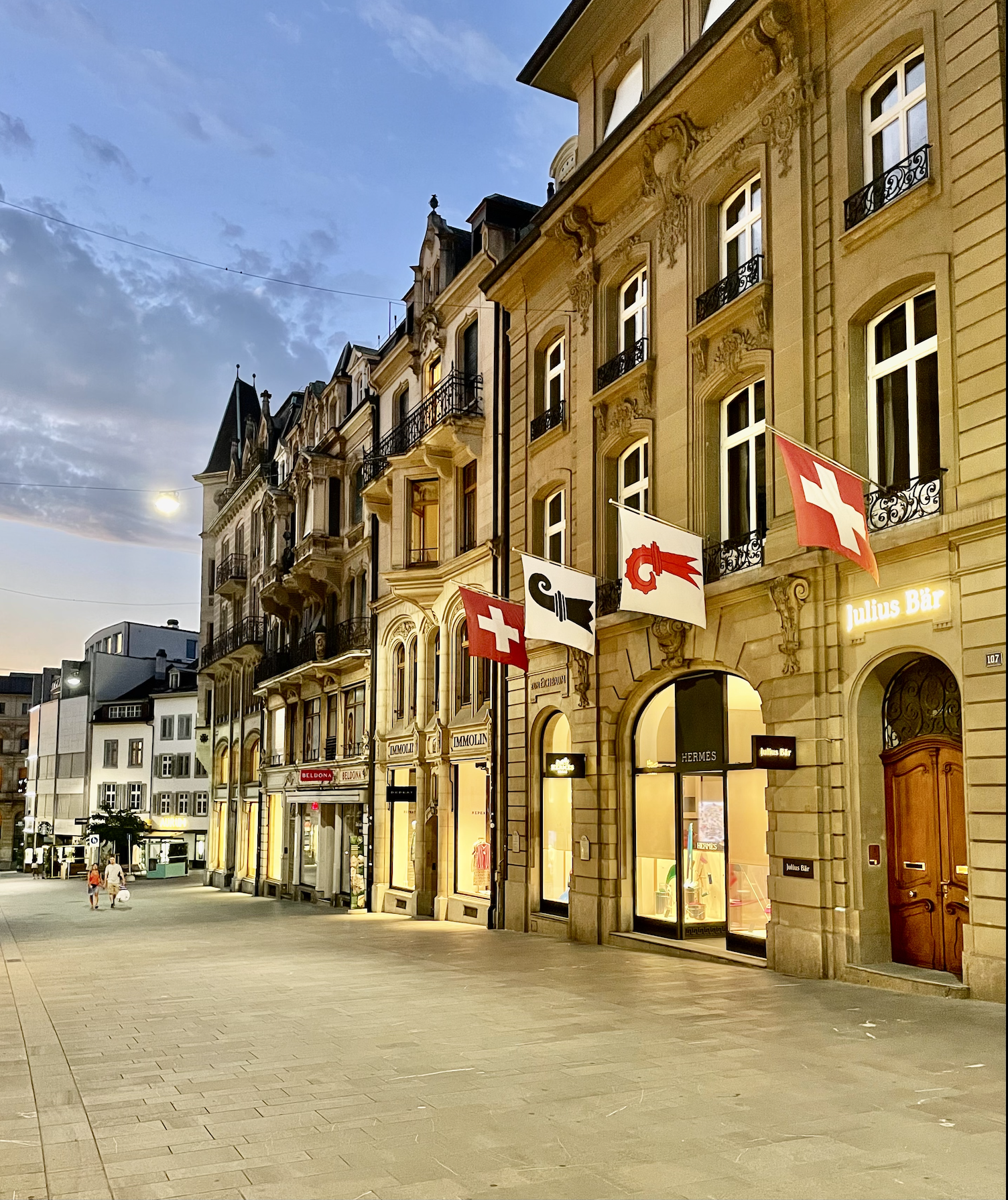
Obere Freie Strasse mit Stadtpalais in unterschiedlichen Formensprachen aus der Zeit nach der «Korrektion» von 1895

Die Strasse wurde bereits zur Zeit der römischen Kolonie Augusta Raurica (rund zehn Kilometer östlich des heutigen Stadtkerns gelegen) als Handelsweg in Richtung Westen (bis nach Besançon in Frankreich) genutzt. Sie entwickelte sich daraufhin zur bedeutendsten Handels- und Verkehersstrasse der Region und behielt diesen Status auch nach dem Niedergang der römischen Kolonie. Als danach im 7. Jahrhundert Basel zur wichtigsten städtischen Siedlung der Region avancierte, wuchs die Bedeutung der Strasse abermals.
Mit der späteren Errichtung der Mittleren Brücke (1225) sowie der Öffnung des Gotthardpasses (1200) vergrösserte sich zum einen das Handelsvolumen der Strasse erheblich und zum anderen steigerte sich damit aber auch die Bedeutung der Strasse als Nord-Süd-Verbindung, im Gegensatz zur anfänglich hauptsächlichen Bedeutung als Ost-West-Verbindung. Die Strasse wurde daraufhin zum Zentrum der Zünfte der Stadt, die sich hier oft repräsentative Bauten errichten liessen (heute ist das prominenteste noch vorhandene Beispiel hierfür der Sitz der E. E. Zunft zum Schlüssel im unteren Bereich der Strasse). Zwischen den Jahren 1376 und 1378  wurde das sogenannte «Kaufhaus» in der Strasse eröffnet, das schnell zum wichtigsten Handels- und Umschlagsplatz von Waren aus aller Welt in der Stadt wurde und bis zum Bau der «Hauptpost» im Jahr 1853 im Strassenbild prägend war. In den folgenden Jahrhunderten wurde die Strasse auch zum beliebten Wohnort vieler aufstrebender Familien des Basler Bürgertums.

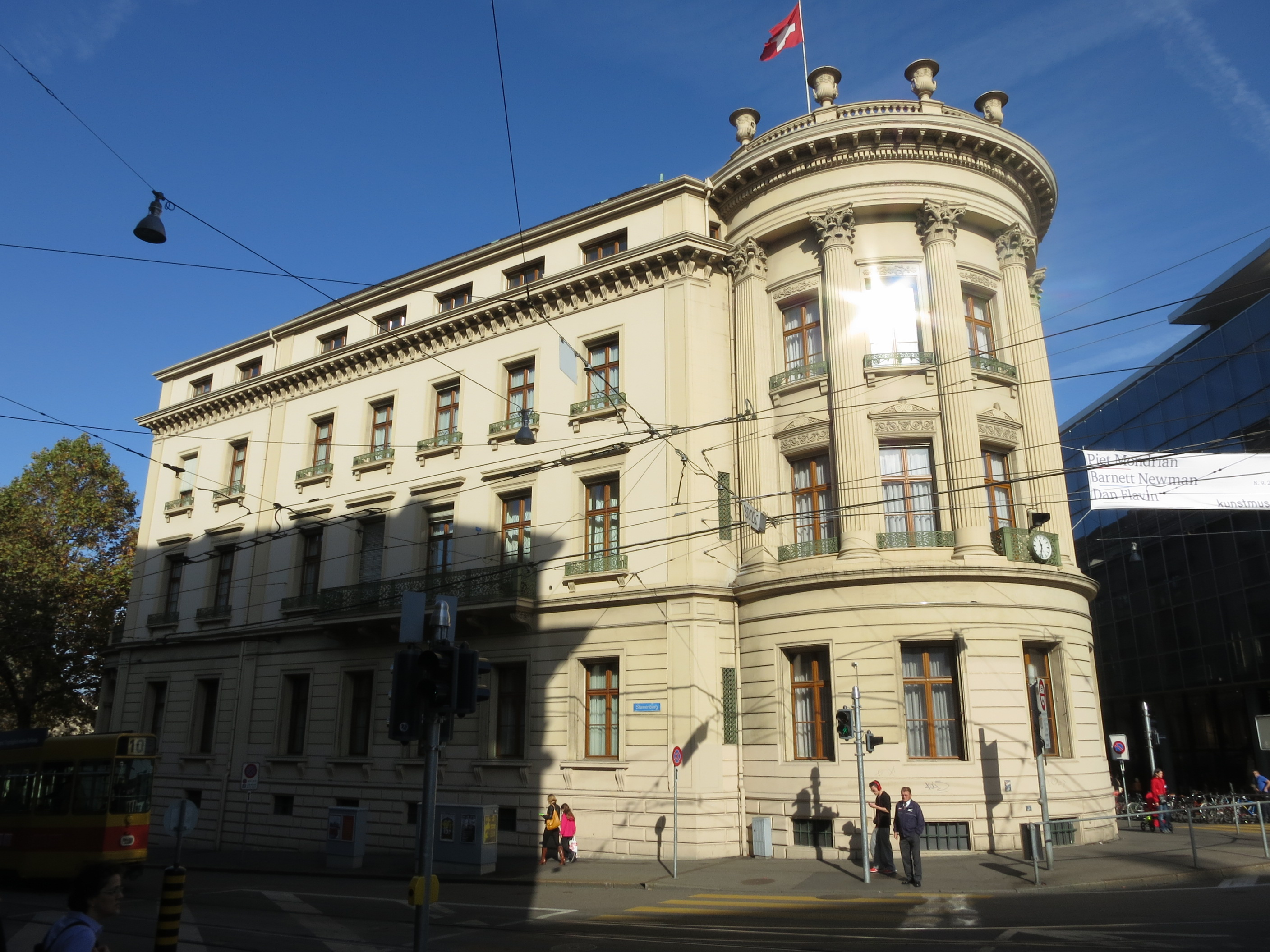
«Schilthof» (1840), am oberen Eingang der Strasse nach Vorbild des Tempels der Vesta auf dem Forum Romanum gestaltet

Ab der Mitte des 19. Jahrhunderts wurde die Strasse im Zug der allgemeinen Stadtentwicklung Basels nach den Vorstellungen des damals als modern geltenden europäischen Städtebaus während mehrerer Bauetappen saniert, vergrössert und auch in der architektonischen Erscheinung stark verändert. Am oberen Eingang der Strasse wurde beispielsweise mit der Errichtung des neoklassizistischen «Schilthofs» (1840) unter der Ägide von Johann Jakob Stehlin d. Ä. ein Prachtbau nach Vorbild des Tempels der Vesta auf dem Forum Romanum, mit den über mehrere Stockwerke reichenden korinthischen Dreiviertelsäulen, errichtet, der den gesteigerten repräsentativen Ansprüchen der bürgerlichen Schicht der Stadt Ausdruck verleihen sollte.
Im Jahr 1851 wurde dem Basler Architekten Johann Jakob Stehlin d. J. die Aufgabe übertragen, anstelle des alten «Kaufhauses» einen repräsentativen Bau für die nur zwei Jahre zuvor gegründete Schweizerische Post zu erstellen. Die Basler «Hauptpost» wurde damit zu einer der schweizweit ersten Prestigebauten des neuen Staatskonzerns und im Jahr 1881 vonseiten des Wiener Architekten Friedrich von Schmidt bis hin zur «Rüdengasse» erweitert. In den folgenden Jahrzehnten wurde die Strasse jeweils immer wieder verbreitert, wie zum Beispiel im Jahr 1895, als die sogenannte «Korrektion» im oberen Teil der Strasse erfolgte, die durch eine mondän anmutende Architektur kleiner Stadtpalais nach den Vorstellungen und Massstäben der Belle Époque umrahmt wurde. Die architektonische Ausgestaltung der einzelnen Stadtpalais mit ihren oft grossen Schaufenstern war dabei von einer Vielzahl von Stilrichtungen geprägt. Diese reichten von Bauten im Stil des Neobarocks über die Neogotik sowie später bis zum Art Nouveau und wurden meist von den führenden Architekturbüros der Stadt realisiert.
Im 20. Jahrhundert veränderte sich das Bild der Strasse abermals, vor allem durch eine prominente Anzahl von Neubauten, die in der zweiten Hälfte des 20. Jahrhunderts teils für grössere Kontroversen sorgten. Zu den bekanntesten Beispielen der architektonischen Veränderung der Strasse gehört der Bau des Geschäftshauses «Sodeck» vom Architekturbüro Diener aus dem Jahr 1978, das einen repräsentativen Bau im Stil des Historismus aus dem Jahr 1898 von Rudolf Linder und Vischer van Gaasbeck ersetzte. Durch den motorisierten Verkehr, der die Entwicklung der Stadt im Allgemeinen stark prägte, veränderte sich der Charakter der Strasse ein weiteres Mal.
Ab dem Jahr 2020 wurde die Strasse, nach Beschluss des Grossen Rats von Basel-Stadt, für den motorisierten Individualverkehr im Allgemeinen gesperrt und die Strasse durchgehend mit Quarzsandstein aus Alpnach (Kanton Obwalden) ausgestattet, wodurch die frühere Grenze zwischen Trottoirrändern und Strasse wegfiel.